# 下博県
下博県（かはく-けん）は中華人民共和国河北省にかつて存在した県。現在の深州市南東部に相当する。
前漢により設置され、宋朝により廃止された。